# Боковий удар ногою

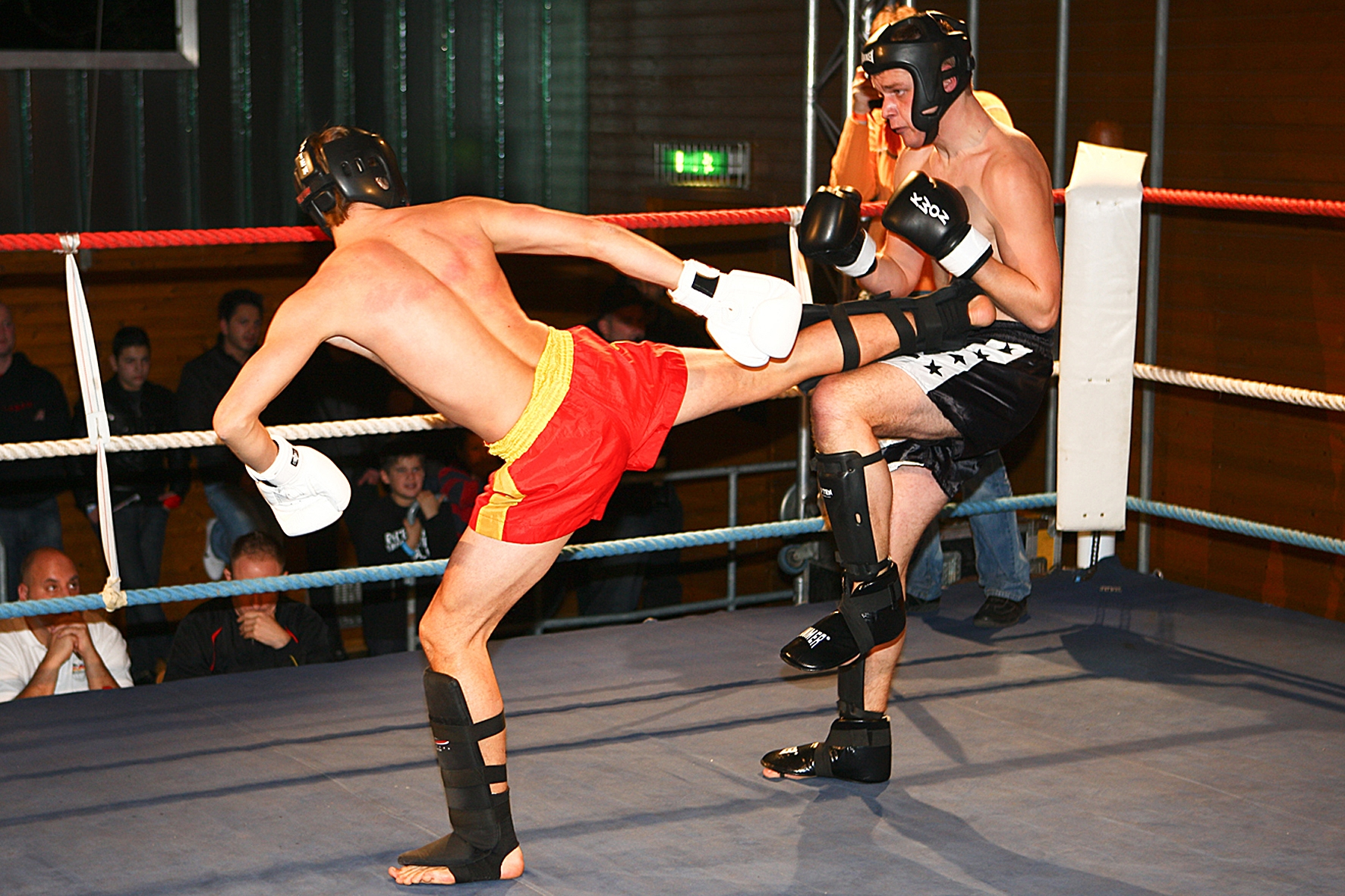
Боковий удар ногою в бою.

Боковий удар ногою — це типовий удар ногою, що виконується з бокової стійки. Удар належить до основних елементів ударної техніки таких бойових мистецтв, як ушу, карате, тхеквондо тощо. 
Техніка виконання: з положення боком до суперника коліно ударної ноги виноситься на рівень грудей з одночасним згинанням ноги у колінному суглобі, після чого нога з вгвинчуванням викидається в ціль з одночасним розгинанням у колінному суглобі. В процесі виконання вага тіла переноситься на опорну ногу, стопа якої розвертається п'ятою в напрямі удару. Боковий удар ногою наноситися ребром стопи або п'ятою. Класичний боковий удар виконується як мідл-кік або хай-кік (тобто удар направлений в корпус або голову). Модифікації удару дозволяють його виконання як лоу-кіка.

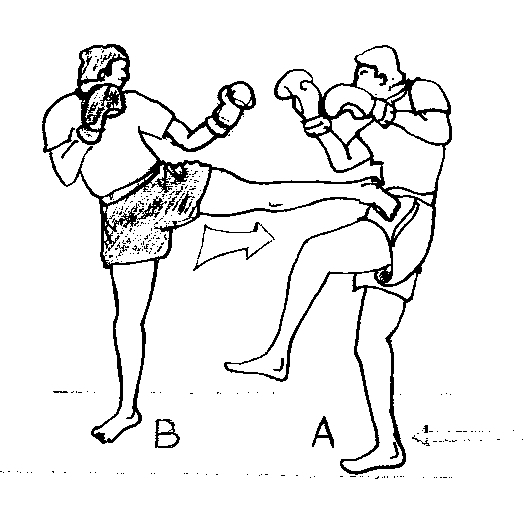
Боковий мідл-кік лівою ногою
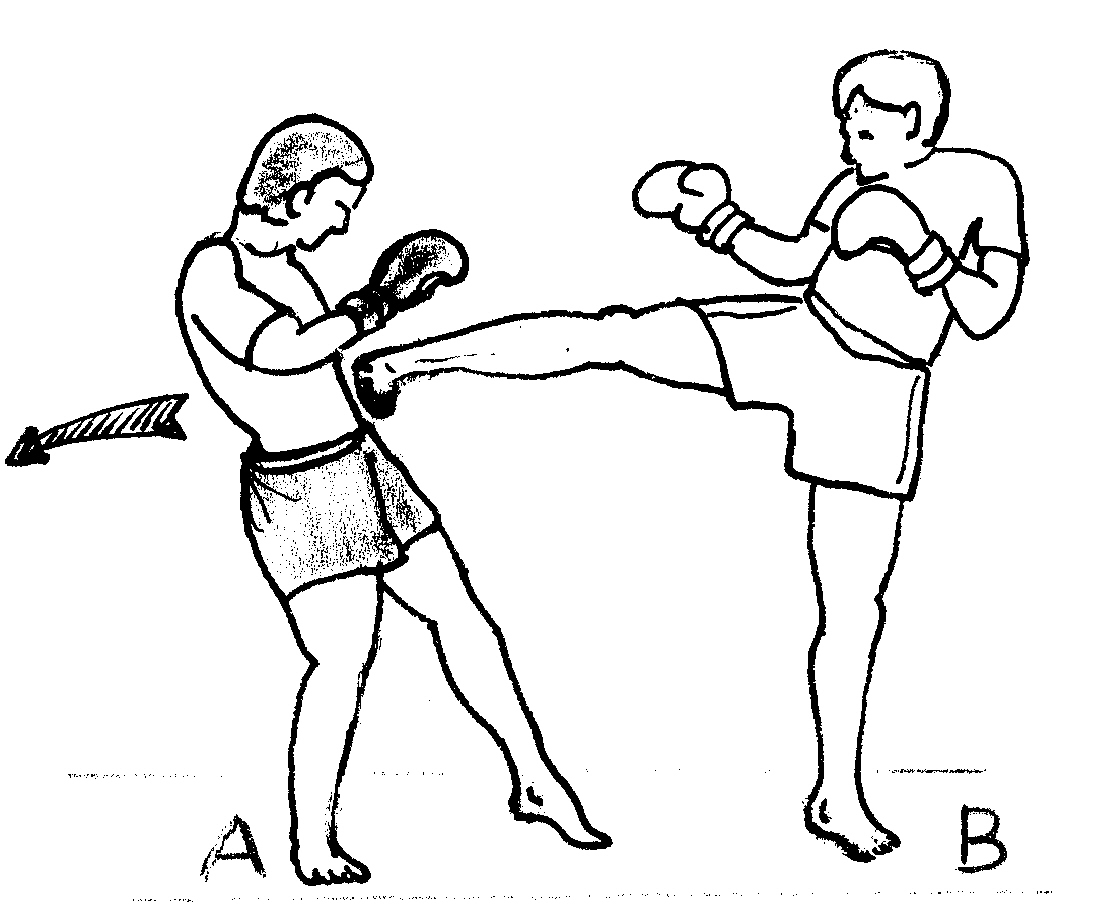
Боковий мідл-кік правою ногою
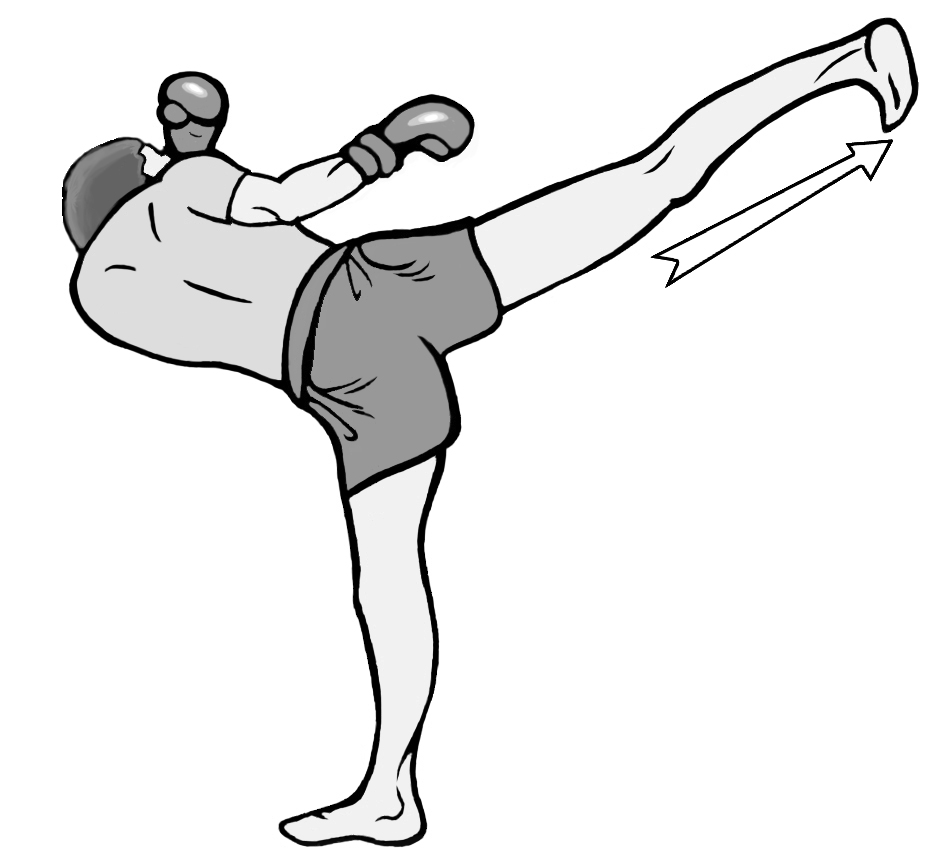
Боковий хай-кік правою ногою

Поширені назви удару:
- в кікбоксингу — сайд кік (англ. side kick);
- в карате — йоко ґері (яп. 蹴り);
- в тхеквондо — йоп чаґі (кор. 옆 차기);
- в ушу — се ті (кит.: 侧踢).

## Цікаві факти
- Поширеною є помилкова думка, що боковий удар — це удар, який наноситься з боку від суперника (тобто фланговий). Насправді ж, боковим удар називають через те, що він виконується з бокової стійки, боком до суперника. А класичним фланговим ударом ногою є круговий удар.